# Rhyacophila lineata
Rhyacophila lineata là một loài Trichoptera trong họ Rhyacophilidae. Chúng phân bố ở miền Tân bắc.